# Alfa Romeo Gran Sport Quattroruote
L'Alfa Romeo Gran Sport Quattroruote è una spider due posti costruita dall'Alfa Romeo in collaborazione con la carrozzeria Zagato tra il 1965 e il 1967, replica della più gloriosa Alfa Romeo 6C 1750 GS Spider Zagato degli anni '30.

## Il contesto

Linea di assemblaggio alla Zagato della "Gran Sport" nel 1966

La moda di trasformare le automobili di serie in finte vetture d'epoca giunge all'apice a cavallo dell'onda beat dei primi anni sessanta, i quali hanno visto l'intervento di molte carrozzerie come Vignale e SIATA che, su meccaniche FIAT, hanno prodotto realizzazioni come la Fiat 500 Gamine Vignale e la Fiat 850 SIATA Spring.

## La vettura
Così dietro sollecitazione di Gianni Mazzocchi, "patron" della rivista Quattroruote, e con la partecipazione della carrozzeria Zagato, anche l'Alfa Romeo decide di produrre, in serie limitata, una riedizione della gloriosa Alfa Romeo 6C 1750 Gran Sport Spider Zagato che ha mietuto innumerevoli successi sportivi negli anni trenta, compresa la Mille Miglia.
Non si tratta quindi di una replica fedele in ogni particolare all'illustre progenitrice bensì di un modello nuovo liberamente ispirato a quella macchina, con meccanica e carrozzeria simili nell'impostazione ma completamente diverse nei dettagli.
La meccanica deriva da quella della Giulia, con motore bialbero 4 cilindri in linea 1570 cm³, cambio a 5 marce con rapporti accorciati, sospensioni anteriori a ruote indipendenti e posteriori a ponte rigido; con molle elicoidali e ammortizzatori idraulici telescopici sulle quattro ruote. I freni sono a tamburo anziché a disco, per mantenere un aspetto coerente con lo stile anni '30, sottolineato dalle ruote a raggi.
La carrozzeria in alluminio, che si ispira al modello originale d'anteguerra, viene costruita dalla Zagato seguendo gli schemi stilistici della 6C 1750 GS Spider originale, anch'esso realizzato dalla Zagato tra il 1927 e il 1934 ma con notevoli differenze dovute alle diverse dimensioni dell'autotelaio; le ruote sono più piccole, l'abitacolo è più grande ed avanzato e anche il disegno del parabrezza è diverso, più simile a quello montato sulle vetture realizzate da Touring. La vettura, con guida a sinistra anziché a destra come l'originale, raggiunge i 155 km/h di velocità massima ed è prodotta negli allestimenti "Normale" o "Extra", con i parafanghi dipinti di nero.
Questo modello non ebbe il successo sperato a causa sia del tempismo con cui viene proposta al pubblico, sia del prezzo di listino di ben 2.360.000 lire che dell'affollamento della gamma delle scoperte Alfa Romeo, che in quel momento comprende la Duetto di Pininfarina (più economica ma all'avanguardia come stile) e la Giulia Sprint GTC di Touring, e ne viene fermata la produzione nel dicembre 1967, pur rimanendo a listino fino al 1969, per smaltire gli ultimi degli 82 esemplari costruiti.